# 인스트루멘탈 록
인스트루멘탈 록(Instrumental rock)은 악기를 강조하는 록 음악으로 노래하는 것이 거의 없거나 아예 없는 것이 특징이다. 인스트루멘탈 록의 예는 거의 모든 록의 하위 장르에서 발견될 수 있으며, 종종 그 스타일을 전문으로 하는 음악가들로부터 발견된다. 인스트루멘탈 록은 1950년대 중반부터 1960년대 중반까지 빌 도겟 콤보, 더 파이어볼스, 더 섀도스, 더 벤처스, 조니 앤 더 허리케인스, 더 스포닉스와 같은 아티스트들과 함께 가장 인기가 있었다. 서프 음악은 많은 기악곡을 가지고 있었다. 많은 기발한 히트곡들이 R&B 세계에서 나왔다. 펑크와 디스코는 1970년대에 여러 곡의 히트 싱글을 제작했다. 올맨 브라더스 밴드는 여러 악기를 연주한다. 제프 벡은 1970년대에 두 장의 기악 음반을 녹음하기도 했다. 1960년대와 1970년대의 프로그레시브 록과 아트 록 연주자들은 많은 기악 공연을 했다.
1980년대와 1990년대 동안, 인스트루멘탈 록 장르는 조 새트리아니, 잉베이 말름스틴, 스티브 바이를 포함한 몇몇 기타 솔로 가수들에 의해 지배되었다. 2000년대는 새로운 스타일의 기악 연주자에게 자리를 내주었다. 예를 들어, 존 5는 솔로 기악 음반을 발매했다. 2000년대에는 포스트 록으로 분류된 밴드들의 악기 음악도 증가했다.

## 역사
인스트루멘탈 록은 브리티시 인베이전 전인 1950년대 중반에서 1960년대 중반까지 로큰롤의 첫 10년 동안 가장 인기가 있었다. 
한 가지 주목할 만한 초기 기악은 빌 도겟 콤보의 〈Honky Tonk〉로, 슬림한 비트와 음산한 색소폰 오르간 연주가 있다. 블루스맨 지미 리드는 〈Boogie in the Dark〉와 〈Roll and Rhumba〉로 차트화했다.
재즈 색소폰 연주자 얼 보스틱은 〈Harlem Nocturne〉과 〈Earl's Rhumboogie〉와 같은 기악곡으로 자신의 경력을 되살렸고, 팝 히트를 기록한 다른 재즈 음악가들로는 탭 스미스와 아르넷 콥이 있다. 빅제이 맥닐리, 레드 프라이삭, 리 앨런 등 여러 리듬 앤 블루스 색소폰 연주자들이 기악곡을 히트시켰는데, 그의 〈Walking with Mr. Lee〉는 꽤 인기가 있었다.
1950년대 동안 주목할 만한 블루스 기악곡들이 몇 곡 있었고, 리틀 월터의 롤리킹 〈Juke〉는 1위 R&B 히트곡이었다.